# Playa de la Fosa
La playa de la Fossa o de Levante es una playa de arena, bolos y roca del municipio de Calpe, en la provincia de Alicante (España).
Esta playa limita al norte con la playa de la Calalga y al sur con el Peñón de Ifach y tiene una longitud de 950 m, con una amplitud de 40 m.
Se sitúa en un entorno urbano, disponiendo de acceso por calle. Cuenta con paseo marítimo y aparcamiento delimitado. Dispone de acceso para discapacitados. Es una playa balizada que dispone de zona balizada para la salida de embarcaciones. También cuenta con pasarelas de acceso de madera, aseos y puesto de socorrismo.
La zona más cercana al peñón es una zona muy ruidosa con discotecas y pub’s poco recomendable para familias con niños que buscan descansar.
Esta playa cuenta con el distintivo de bandera Azul. No tiene costa